# Arduix
Arduix – miejscowość w Hiszpanii, w Katalonii, w prowincji Lleida, w comarce Alt Urgell, w gminie Les Valls de Valira.
Według danych INE w 2020 roku liczyła 6 mieszkańców – 3 mężczyzn i 3 kobiety. 